# 주덕한
주덕한(1969년 8월 21일 ~ )은 청년실업문제 해소를 위한 비영리 단체(NPO) '전국백수연대'의 대표이다. 1996년 회사를 그만둔 이후 백수로 지내면서 1998년 PC통신으로 교류하던 청년 실업자들과 전국백수연대를 창립하였고, 실업극복국민재단에서 운영한 청년네트워킹센터 '희망청'의 센터장을 지내는 등 한국 '백수사'의 산증인이다. 2009년에는 독도 홍보와 사회 취약계층에게 일자리 제공이라는 목표로 예비사회적기업 독도쿠키사업단을 출범하여 지역 사회 발전에 공헌하고 있다.